# 姚江运河渡口群
姚江运河渡口群是姚江上一组渡运设施的统称。古时缺乏桥梁，姚江两岸形成一系列古渡，例如姜家渡、蜀山渡、丈亭渡、车厩渡、黄墓渡（即河姆渡）、城山渡、鹳浦渡、洪陈渡、西江渡、西洪渡、邵家渡、青林渡、李碶渡、桃花渡等大量的渡口。不少渡口尽管已不再使用，但地名仍然存留至今。2017年，其中的半浦渡、青林渡、李碶渡和都神殿被列入浙江省文物保护单位。

## 列入设施

### 半浦渡
半浦渡位于江北区慈城镇半浦村渡头街自然村南端，姚江北岸。现存堤岸长37.2米，宽约4米的下水斜坡道和石灯柱。

### 青林渡
青林渡位于江北区庄桥街道颜家村西南端，姚江北岸，青林渡铁路桥以西，江北大桥以东，永宁禅庵以南。现存渡口一座，宽43米，面积419平方米，埠头一座，包含平台及台阶。

### 李碶渡
李碶渡位于江北区庄桥街道李家村渡口自然村南端，姚江北岸，现存硬山顶渡口凉亭和阶梯式埠头各一座。

### 都神殿
都神殿位于姚江南岸，湾头地块西北，对岸为李碶渡，仅存七开间前殿和古戏台各一座。戏台建于清咸丰八年（1858年），上有楹联“绘声绘色莫道逢场作戏，载啼载笑无非触境生情”。